# 格雷歧鬚鮠
格雷歧鬚鮠，為輻鰭魚綱鯰形目倒立鯰科歧须𬶏属的其中一種，為熱帶淡水魚，分布於非洲剛果河流域，體長可達26.6公分，棲息在底中層水域，生活習性不明。